# ГЕС Такі
ГЕС Такі (滝発電所) — гідроелектростанція в Японії на острові Хонсю. Знаходячись між ГЕС Тадамі (вище по течії) та ГЕС Хонна, входить до складу каскаду на річці Тадамі, лівій притоці Агано, яка впадає до  Японського моря у місті Ніїгата.
В межах проекту річку перекрили бетонною гравітаційною греблею висотою 46 метрів та довжиною 264 метра, яка потребувала 121 тис. м3 матеріалу. Вона утримує водосховище з площею поверхні 2,3 км2 та об'ємом 27 млн м3 (корисний об'єм 10,3 млн м3).
Через два напірні водоводи довжиною по 48 метрів зі спадаючим діаметром від 7 до 6 метрів ресурс надходить  до пригреблевого машинного залу. Тут встановлено дві турбіни типу Каплан загальною потужністю 102 МВт (номінальна потужність станції рахується як 92 МВт), які використовують напір від 30,5 до 37 метрів (номінальний напір 35,8 метра).